# Captain John Smith and Pocahontas

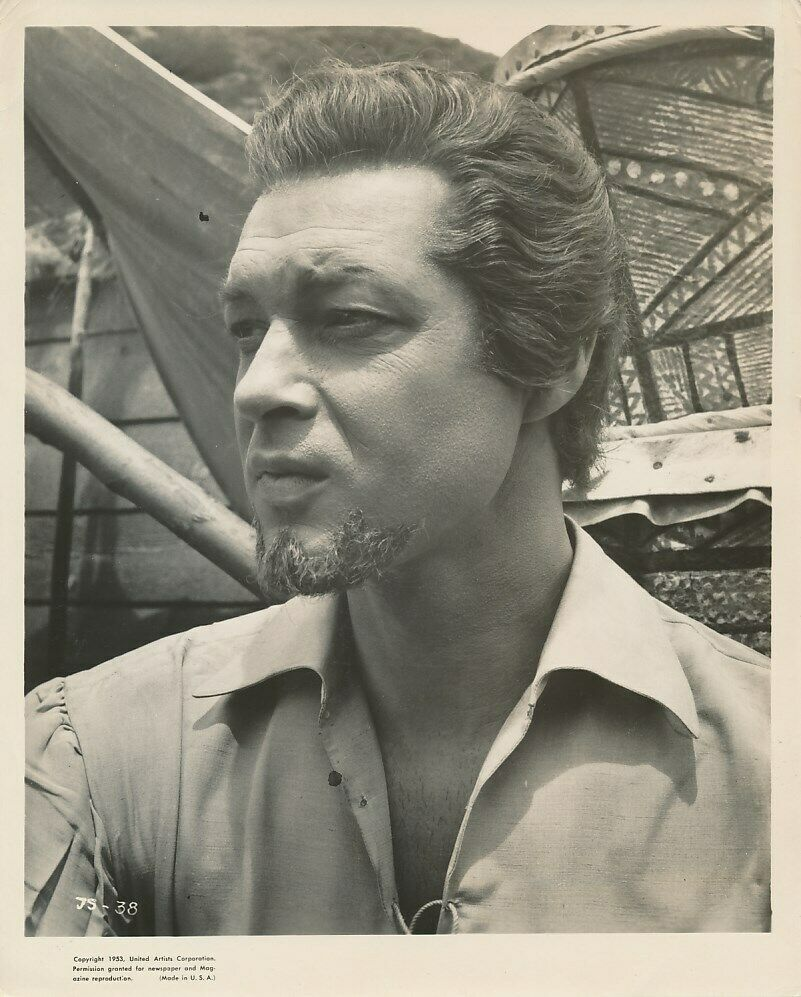
Anthony Dexter em Captain John Smith and Pocahontas.

Captain John Smith and Pocahontas é um filme histórico americano de 1953 dirigido por Lew Landers. O distribuidor era United Artists. É estrelado por Anthony Dexter, Jody Lawrance e Alan Hale.

## Elenco
- Anthony Dexter -  Capitão John Smith
- Jody Lawrance -  Pocahontas (Matoaka)
- Alan Hale Jr. - Fleming
- Robert Clarke - John Rolfe
- Stuart Randall - Opechanco
- James Seay - Edward Maria Wingfield
- Philip Van Zandt - Davis
- Shepard Menken - Nantaquas
- Douglass Dumbrille - Chefe Powhatan (Wahunsonacock)
- Anthony Eustrel -  Rei Jaime
- Henry Rowland - Turnbull
- Eric Colmar - Kemp
- William Cottrell - Macklin (sem créditos)
- Francesca De Scaffa - Powhatan Donzela (sem créditos)
- Joan Dixon - Powhatan Maiden (sem créditos)
- Jack Kenny - Colonizador que Descobre Ouro (sem créditos)
- John Maxwell - Médico do navio (sem créditos)
- Billy Wilkerson - Sub-Chefe (sem créditos)